# Säntis (berg)
De Säntis is een berg in de Appenzeller Alpen in Zwitserland.
De berg ligt op een van de driekantonpunten van de kantons Appenzell Innerrhoden, Appenzell Ausserrhoden en Sankt Gallen.
Het is de hoogste berg van het Vooralpenmassief Alpstein, een ondergroep van de Appenzeller Alpen. De berg is 2502 meter hoog. De berg ligt vrij geïsoleerd, zodat het een markante positie in het land inneemt (zie foto).
De Säntis was tijdens de Helvetische Republiek van 1798-1803 de naamgever van het kanton Säntis.
De naam Säntis is tijdens de 9e eeuw het eerst opgedoken. Het is afgeleid van de Latijnse naam Sambutinus, die dan met Semptis of Sämptis werd vertaald in de Duitse taal.